# Alexandre Lapine
Pour les articles homonymes, voir Lapine.
Alexandre Pavlovitch Lapine (russe : Александр Павлович Лапин), né le 1er janvier 1964 à Kazan en URSS, est un officier de l'armée russe qui a commandé le district militaire central jusqu'en février 2023. Il est promu au grade de colonel-général en 2019.

## Biographie

### Jeunesse et début de carrière
Alexandre Lapine est né le 1er janvier 1964 à Kazan dans le Tatarstan, au sein d'une famille ouvrière.
Après avoir obtenu son diplôme d'études secondaires, il étudie à l'Institut de technologie chimique de Kazan de 1981 à 1982. De 1982 à 1984, il sert dans les rangs de l'armée soviétique dans les forces de défense aérienne soviétiques. Après son service militaire, il entre à l'école supérieure de commandement des chars de Kazan, du nom du Présidium du Soviet suprême de la République socialiste soviétique autonome tatare, dont il sort diplômé en 1988. Après avoir obtenu son diplôme, il sert comme commandant d'un peloton de chars et d'une compagnie de chars dans le district militaire de Léningrad et dans les forces côtières de la flotte du Nord.

### Postes de haut rang
En 1997, il est diplômé de l'académie militaire des forces blindées Malinovsky. Après avoir obtenu son diplôme, il sert dans la 58e armée en tant que commandant d'un bataillon de chars séparé. À partir de 1999, Lapine est chef d'état-major, commandant du 429e régiment de fusiliers motorisés de la 19e division de fusiliers motorisés. De 2001 à 2003, il devient chef d'état-major de la 20e division de fusiliers motorisés de la Garde « Carpates-Berlin ». De 2003 à 2006, Lapine est commandant de la 205e brigade de fusiliers motorisés « Cosaques » et est promu major général. De 2006 à 2007, il est le commandant de la 20e division de fusiliers motorisés de la Garde.
En 2009, il est diplômé de l'académie militaire de l'état-major général des forces armées russes. Après avoir été diplômé de l'académie, il est commandant adjoint de la 58e armée.
D'avril 2012 à juillet 2014, Lapine commande de la 20e armée de la Garde. En 2014, il reçoit le grade militaire de lieutenant général. De 2014 à 2017, il est chef d'état-major — premier commandant adjoint du district militaire est.
En 2017, Lapine devient le chef d'état-major du groupement des troupes et forces russes en Syrie. Il est promu colonel-général la même année. De septembre à novembre 2017, Lapine est à la tête de l'académie interarmes des forces armées de la fédération de Russie.

### District militaire central
Depuis le 22 novembre 2017, Lapine est actuellement le commandant du district militaire central. D'octobre 2018 à janvier 2019, il commande un groupement de troupes des forces russes en Syrie.
En 2020, il est diplômé de la faculté de reconversion et de perfectionnement du personnel de plus haut commandement de l'académie militaire de l'état-major général.
Lapine joue un rôle de premier plan dans l'invasion russe de l'Ukraine à partir de février 2022. Fin mars, il s'est rendu sur la ligne de front et a décerné une médaille à son fils, un commandant combattant à Soumy et Tchernihiv, juste avant le retrait de l'armée russe.
Il est nommé héros de la fédération de Russie le 4 juillet 2022 pour son implication dans les batailles de Sieverodonetsk et Lyssytchansk,. Après la seconde bataille de Lyman, qui voit une défaite des Russes, Lapine est fortement critiqué par le chef de la République tchétchène, Ramzan Kadyrov. Kadyrov le blâme notamment pour la retraite russe, au cours duquel il exprime une volonté de le rétrograder au rang de soldat, le dépouiller de ses médailles et l'envoyer au front pieds nus avec une mitrailleuse légère pour « essuyer sa honte avec du sang ». En réponse, le Kremlin répond à Kadyrov de « mettre de côté ses émotions » pendant l'« opération militaire spéciale ».
Le 29 octobre 2022, Lapine est démis de ses fonctions de commandant du district militaire central, remplacé par Alexandre Linkov.

### Etat-major des forces terrestres
Le 10 janvier 2023, il est nommé chef d'état-major des forces terrestres des forces armées russes. Vladimir Poutine le rencontre à son QG du district de Lougansk près de la ligne de front, le 17 avril 2023,.
Le 23 mai 2023, il est chargé de diriger la contre-attaque pour détruire et chasser les opposants russes armés lors de leur incursion dans l'oblast de Belgorod en Russie.

## Décorations
- Diplôme de l'Ordre de Saint-Georges IV (2017)[18],[19]
- Ordre du Mérite pour la Patrie
- Ordre d'Alexandre Nevski
- Ordre du Courage
- Ordre du mérite militaire
- Médaille pour distinction militaire
- Médaille pour participation de l'opération militaire en Syrie
- Médaille pour la libération de Palmyre
- Médaille de la fraternité au combat (Syrie)
- Héros de la fédération de Russie pour la prise de Lyssytchansk